# تالاب گاوخونی
تالاب بین‌المللی گاوخونی، نام تالابی است در جنوب شرقی استان اصفهان که در شرق شهرستان ورزنه استان اصفهان جای گرفته است و رودخانه زاینده‌رود به آنجا می‌ریزد.
تالاب گاوخونی، یکی از تالاب‌های مشهور در جلگهٔ مرتفع مرکزی ایران به‌شمار می‌آید. این تالاب حیاتی منطقه‌ای به وسعت ۴۷۶ کیلومتر مربع را پوشانده و در ۱۳۷ کیلومتری جنوب شرق اصفهان در ۳۰ کیلومتری مرکز شهرستان ورزنه و در مجاورت تپه‌های شنی واقع شده است. ارتفاع آن از سطح دریا ۱٬۴۷۰ متر و بیشینهٔ عمق آن ۱۵۰ سانتیمتر می‌باشد. باتلاق مذکور منابع زیستی غنی ای دارد البته به انضمام فعالیت‌های دیگری که نسبت به محیط دارد. این باتلاق همچنین پناهگاهی برای پرنده‌های مهاجر است که با همهٔ این ویژگی‌ها یکی از جاذبه‌های گردشگری است.
نوسانات و تغییراتی در مواقع ترسالی و خشکسالی و شرایط مدیریتی متفاوت، بر وضعیت آبی تالاب سیطره دارد.
این فضا فاقد فعالیت و سکونت انسان می‌باشد. نزدیک‌ترین آبادی به گاوخونی همان شهر توریستی ورزنه است که در حدود ۲۳ کیلومتر تا دهانه مرداب فاصله دارد. در بقیه مناطق، روستاهای دستجرد، مالواجرد، حسن‌آباد و خارا از دهستان جرقویه علیا در جنوب تپه شنی حاشیه مرداب واقع‌اند که این روستاها به جز از طریق روستای خارا دسترسی به مرداب گاوخونی ندارند.

## نام‌شناسی
در فرهنگ آنندراج گاو را به معنی بزرگ و خان را به معنی چاه آورده است و آن را چاه بزرگ می‌داند. دهخدا گمان می‌برد که گاوخانه باشد زیرا در گذشته روستاییان گاوهای خود را برای چرا به اینجا می‌آوردند.
واژه گاوخونی مرکب است از گاو (Gabae یا Gavae) که استرابو در جغرافیای معروف خویش اصفهان را بدان نامیده و این واژه بعداً به گبی، گی و جی تبدیل گردیده است. و خانی (خانیک Xanik پهلوی) که به معنی چشمه، حوض و آبگیر است و در آثار قدمای زبان فراوان به کار رفته است. بر بنیاد این احتمال گاوخانی به معنای آبگیر جی (اصفهان) است.

## مشخصات جغرافیایی مرداب
مرداب گاوخونی در شمال شرقی دهستان جرقویه (سفلی و علیا) و جنوب غربی شهرستان نائین و غرب منطقه ندوشن از استان یزد و شمال غربی کویر ابرقو و شرق دهستان رودشتین واقع شده است و در وسیع‌ترین قسمت عرض آن حدود ۴۵ و طولش ۲۵ کیلومتر است.
آب مرداب در زمستان بیشتر است، اما در تابستان چون زاینده رود به مصرف آبیاری اراضی مسیر می‌رسد و نسبت آبهای ورودی نیز کمتر است از وسعت مرداب کاسته می‌شود. اطراف مرداب خشک و به‌طور کلی در شعاع ده کیلومتر خالی از سکنه است.
در میانه مرداب چاله فرورفته وجود دارد که علی القاعده تاکنون (زمان نویسنده در ۱۳۶۱) خشک نشده است و دریاچه اصلی آن را تشکیل می‌دهد.

## اقلیم
در یک تقسیم‌بندی، تالاب گاوخونی با ناهمواری‌های پیرامونی در حاکمیت اقلیم «منطقهٔ گرم و خشک و بادی» عنوان شده است.

## زمین باستان‌شناسی
تالاب گاوخونی به عنوان یکی از دریاچه‌های بارانی و چاله‌های تراکمی پلیو-کواترنر از جایگاه ویژه‌ای در میان قلمروهای دوران چهارم ایران برخوردار بوده و در حال حاضر به عنوان یک حوضهٔ انتهایی و مصب اصلی زاینده رود قلمداد می‌شود. تنوع انواع فرم‌های کاوشی و تراکمی واقع در پیرامون گاوخونی و قلمرو رودخانه زاینده رود، نشان از تعویض تناوبی سیستم‌های شکل‌زایی درطی فازهای سرد و گرم کواترنر دارد. نخستین اثر علمی که محدودهٔ دریاچهٔ گاوخونی را در دوران چهارم بر اساس شواهد زمین‌ریخت‌شناسی بازسازی کرده است، مربوط به ۱۷۱ شمسی است. در این اثر به استناد شواهد ژئومورفیک ساحلی محدودهٔ گاوخونی در دوران چهارم را تراز ۱۵۵۰ متری شناسایی کرده و عمق دریاچه را نزدیک به ۷۰ متر تخمین زده است. بر اساس موارد مندرج در تحقیق نامبرده می‌توان نتیجه گرفت که در حاکمیت دوره‌های یخبندان (آناگلیشیال) در ایران که به‌واسطهٔ تغذیهٔ مناسب و برودت بیشتر محیطی زبانه‌های یخچالی شیرکوه تا دروازه‌های شهر مهریز پیشروی می‌کرده است، سطح آب دریاچهٔ گاوخونی به بالاترین حد خود می‌رسیده است. به استناد تاریخ‌نگاری با روش کربن ۱۴ در غرب ایران که وان زیست (Vanzist) و بروکس انجام دادند، و بر اساس تحقیقات جدید زمین باستان‌شناسی، رقوم ۳۳ هزار سال را برای این دوره پیشنهاد کرده است. از اینرو، کویر گاوخونی به عنوان یکی از دریاچه‌های بارانی کواترنر مقارن با دوره‌های یخچالی از شرایط بارانی و بیلان آبی مثبتی برخوردار بوده، به عبارت دیگر تحت این شرایط اقلیمی، با کاهش تبخیر و برودت محیطی و نیز افزایش بارش، سطح آب در دریاچه گاوخونی بالا رفته و یک فاز پیشروی را تجربه نموده است. با حاکمیت دوره‌های میان‌یخچالی ضمن افزایش دما و تبخیر و کاهش بارندگی، دریاچه‌های بارانی و از آن جمله گاوخونی در شرایط پسروی و کوچک‌شدن قرار می‌گرفته است. رودخانه زاینده‌رود نیز به عنوان مهم‌ترین جریان متمرکز آبی منتهی به گاوخونی از رفتار آبی این دریاچه متأثر گردیده و دلتاهای آن در موقعیت‌های مختلف مکانی به دنبال تغییر موقعیت دریاچه گاوخونی شکل گرفته است. از اینرو، وسعت این پلایا درکنترل سیکل‌های اقلیمی کواترنر و بیلان آبی رودخانه‌های ورودی به آن بوده است. بزرگ‌ترین قلمرو (با دو دلتا، یکی در محور نجف‌آباد-اصفهان به عنوان بزرگ‌ترین دلتای دیرینه و دیگری در شمال اصفهان و اطراف کویر سگزی) با مساحت ۱۵۵۷۸ کیلومتر مربع متعلق به قدیمی‌ترین فاز می‌باشد و کمترین مساحت به سطح فعلی گاوخونی که معادل ۴۸۷ کیلومتر مربع است، تعلق دارد. هر چه که از قدیمی‌ترین یا اولین فاز به سمت فاز فعلی پیش می‌رویم قلمروهای پیشین کوچک‌تر و محدودتر می‌گردد.

## پوشش گیاهی
گونه‌های گیاهی این محدوده متأثر از برخی عوامل خاکی (بافت و سطح ایستابی) بسیار متغیر است. گونه‌های شورپسند تالابی در حاشیهٔ تالاب، گونه‌های شن‌دوست بر روی ناهمواری‌های ماسه‌ای، گونه‌های گچ‌دوست بر روی تپه ماهورهای جنوب تالاب و گونه‌های صخره‌دوست در مناطق مختلف آن دیده می‌شوند. گرما، تابش و خشکی شدید با تأثیر وزش بادها، شرایط دشواری را برای رستنی‌های این محدوده پدیدآورده است. این شرایط باعث گسترش گونه‌های مقاوم، خانواده اسفنجیان (Chenopodiaceae) شده است. مهم‌ترین گونه‌های گیاهی منطقه به ترتیب وسعت اجتماعات آنان عبارتند از: Artemisia sieberi, Ephedra sp. , Zygophyllum atripilicoides, Salsola spp. , Anabasis aphylla.

## بحران در تالاب

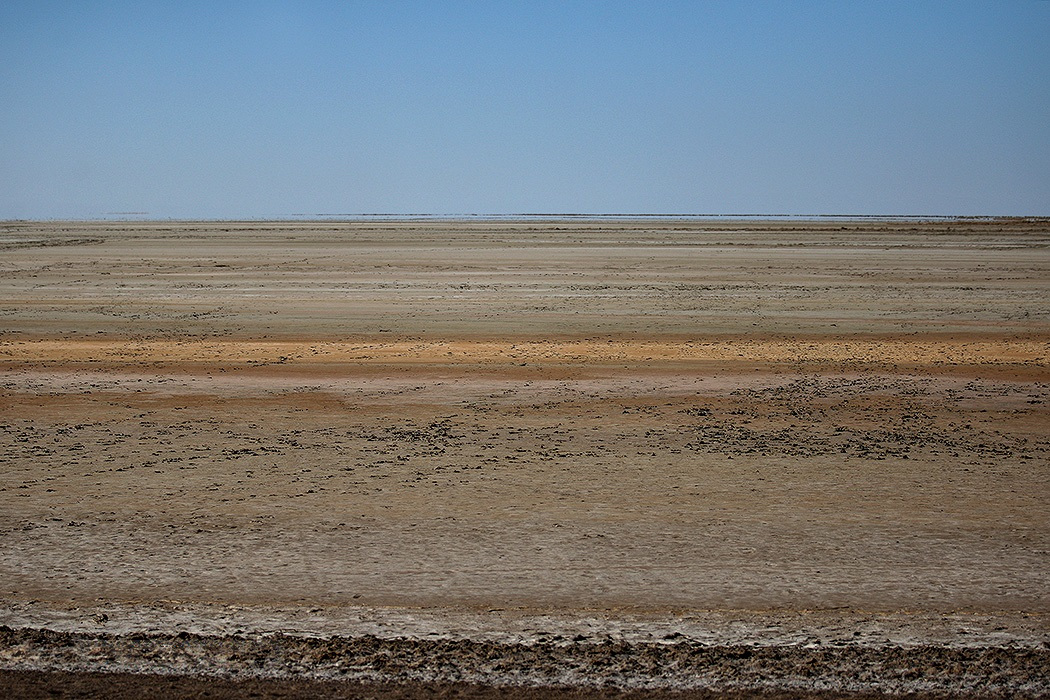
تصویری از گاوخونی خشکیده

با تخصیص بی‌رویه آب به صنایع و باغ‌ها، آب ورودی این تالاب مدتهاست به صفر رسیده و عملاً این تالاب نابود شده است. این در حالی است که کشور ایران عضو کنوانسیون بین‌المللی رامسر است و طبق آن حق ندارد قوانینی تصویب کند که بر اثر آن قوانین، تالاب‌ها خشک شوند.
به گفته معاون سازمان محیط‌زیست، با وجود اینکه سد زاینده‌رود در سال 1402 نسبت به سال قبل با افزایش ذخیره ۸۸درصدی روبرو بوده است، اما این افزایش سطح آب برای تالاب گاوخونی رهاسازی نشده است و در حال حاضر این میراث طبیعی کشور در حال انقراض می باشد و ۹۹درصد سطح آن خشک می باشد.
تالاب بین‌المللی گاوخونی با وسعت ۴۷۰۰۰ هکتار که در نزدیکی کانون بحران گرد و غبار شرق اصفهان به وسعت ۲۲۵۰ هزار هکتار قرار دارد، درصورت عدم احیاء می‌تواند خود به کانون بحران دیگری تبدیل شود.

### زنده‌شدن گاوخونی پس از ۱۰ سال
در اوایل تیر ماه سال ۱۳۹۴ آب رودخانه زاینده‌رود ضمن عبور از بند شاخ کنار به تالاب بین‌المللی گاوخونی رسید و پس از ۱۰سال باعث خوشحالی مردم، کشاورزان و دوستداران محیط زیست شد.
با انتقال آب به تالاب گاوخونی در هفته‌های اخیر کشاورزان مردم شرق اصفهان اقدام به لایروبی بخشی از مسیر رودخانه برای جلوگیری از برداشت‌های غیرمجاز آب در مسیر رودخانه کردند.

### خشکیِ کاملِ تالاب: ۱۴۰۱
معاون اداره کل حفاظت محیط زیست استان اصفهان در روز جهانی تالاب‌ها خبر از خشکی ۹۹ تا ۱۰۰درصدی تالاب گاوخونی داد. گفته شده فقط بخشی از نیمهٔ شمالیِ آن در لایه‌هایِ زیرینِ خاک، مرطوب باقی مانده است.

## ارتقاء به منطقه حفاظت‌شده
در ۱۴ اردیبهشت ۱۴۰۳ با تصویب شورای عالی محیط زیست، تالاب گاوخونی با مساحت حدود ۶۳ هزار هکتار با نگاه پیشگیری از هر گونه تغییر کاربری و آسیب به پوشش گیاهی آن منطقه و همچنین حفاظت از تالاب و پرندگانی که در مواقع خاص و زمان آبدار شدن تالاب حضور دارند، به منطقه حفاظت‌شده ارتقا یافت. در این ارتقا سایر کارکردهای تالاب هم مد نظر بوده است، بر این اساس با پیگیری فراوان و موافقت دستگاه‌های ذیربط و تصویب در شورای عالی محیط زیست، تالاب گاوخونی به مناطق تحت حفاظت سازمان حفاظت محیط زیست ایران افزوده شد.